# Емельяненко, Василий Борисович
Емельяненко Василий Борисович (16 января 1912, посёлок Николаевский, Астраханская губерния — 24 февраля 2008, Москва) — советский лётчик-штурмовик, участник Великой Отечественной войны, Герой Советского Союза, писатель.

Гвардии капитан Емельяненко в кабине Ил-2

## Биография
Василий Борисович Емельяненко родился 1912 года в посёлке Николаевский, ныне город Николаевск Волгоградской области, в семье рабочего.
В 1932 году студент композиторского факультета Московской консерватории Василий Емельяненко оставил обучение в консерватории и поступил в Саратовскую школу пилотов Осоавиахима и через год окончил её. Ещё через год окончил Центральную лётно-инструкторскую школу в Москве.
В июне 1941 года работал лётчиком-инструктором николаевского аэроклуба. С началом Великой Отечественной войны добровольно пошёл в военкомат и был направлен в учебно-тренировочный центр Южного фронта. В мае 1942 года направлен на фронт в 4-й штурмовой авиационный полк (впоследствии 7-й гвардейский Ордена Ленина штурмовой авиационный полк). Азы боевого применения штурмовика Ил-2 постигал под руководством Николая Антоновича Зуба.
Летом 1942 года лейтенант Емельяненко повёл группу из шести Ил-2 на штурмовку колонны немецких войск в район Манычского канала. При выполнении задания его самолёт был сбит зенитным огнём. Василий Борисович совершил вынужденную посадку в степи в километре от разбитой колонны, от которой к месту посадки штурмовика уже бежали немецкие солдаты. Под огнём врага один из лётчиков группы Михаил Талыков посадил свой самолёт рядом, забрал Емельяненко и тем самым спас ему жизнь.
К августу 1943 года штурман 7-го гвардейского штурмового авиационного полка (230-я штурмовая авиационная дивизия, 4-я воздушная армия, Северо-Кавказский фронт) гвардии капитан Василий Емельяненко на самолёте Ил-2М совершил 88 боевых вылетов, уничтожил и повредил 23 самолёта противника, подбил и сжёг десятки танков и автомашин, нанёс врагу большой урон в живой силе. В воздушных боях лично сбил 2 вражеских самолёта. Трижды был сбит сам.
В конце 1943 года назначен инспектором по технике пилотирования 230-й штурмовой авиационной дивизии. Вылетал с группами на боевые задания, а по возвращении проводил разбор полётов, передавая свой боевой опыт молодым лётчикам.

Самолёт, на котором воевал В. Б. Емельяненко

Указом Президиума Верховного Совета СССР от 13 апреля 1944 года за образцовое выполнение боевых заданий командования на фронте борьбы с немецко-фашистским захватчиками и проявленные при этом мужество и героизм гвардии капитану Емельяненко Василию Борисовичу присвоено звание Героя Советского Союза.
В 1944 году направлен на учёбу в Военно-воздушную академию, которую окончил с золотой медалью. После войны работал преподавателем кафедры тактики авиации в Военной академии имени М. В. Фрунзе; кандидат военных наук. С 1973 года полковник Емельяненко В. Б. — в запасе, затем в отставке.
Член Союза писателей СССР. Почётный гражданин города Николаевска.
Cкончался 24 февраля 2008 года. Похоронен в Москве.

## Награды

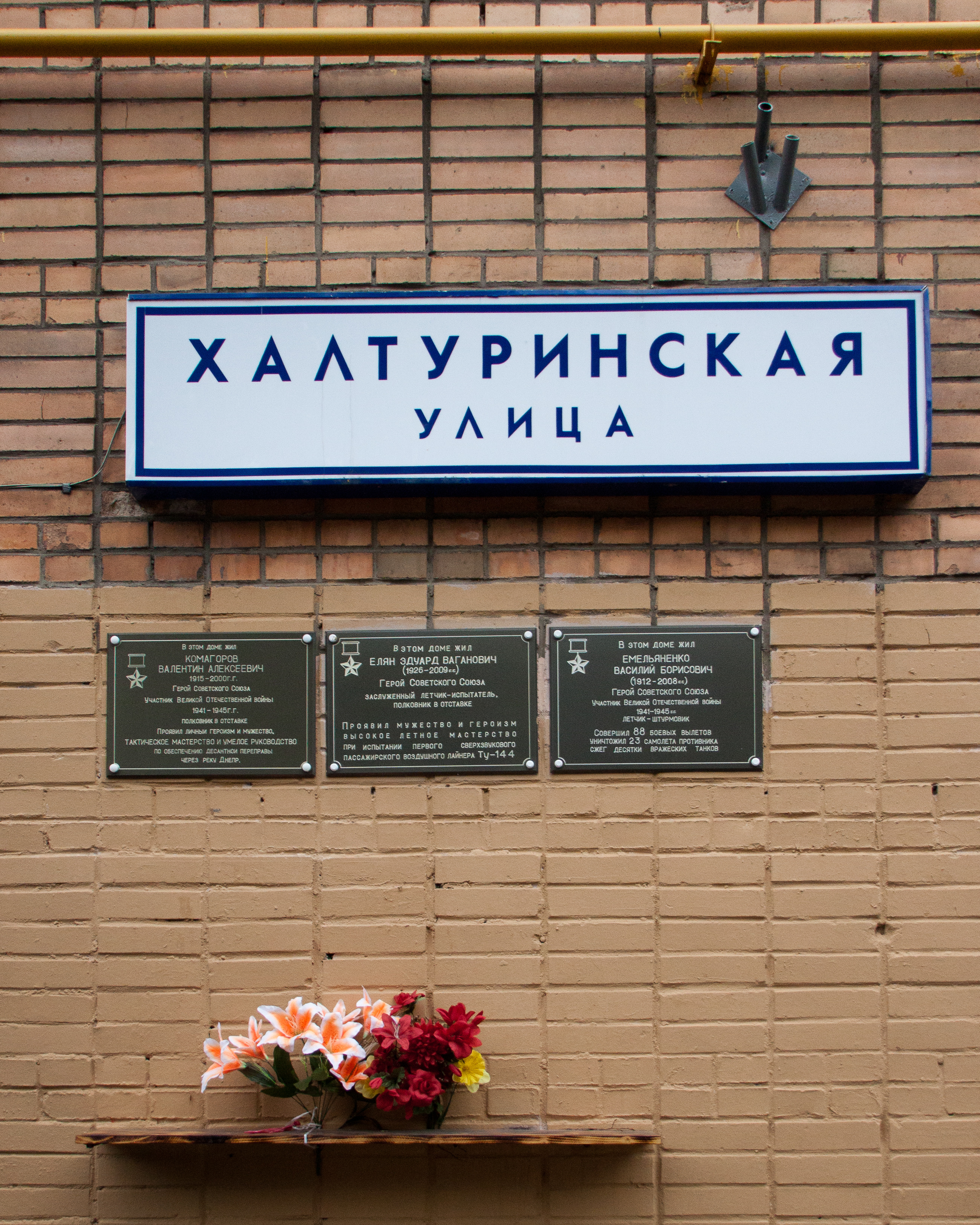
Мемориальная доска в районе Преображенское.

- Медаль «Золотая Звезда» Героя Советского Союза № 3511;
- орден Ленина;
- орден Красного Знамени;
- Орден Отечественной войны I степени;
- Орден Отечественной войны II степени;
- 2 ордена Красной звезды;
- орден «Знак Почёта»;
- 20 медалей.

## Сочинения
- Емельяненко В. В военном воздухе суровом. — М.: Молодая гвардия, 1972. — 416 с. — 100 000 экз. Архивировано 23 апреля 2008 года.
- Емельяненко В. В военном воздухе суровом… — М.: Сов. Россия, 1985. — 556 с.
- Емельяненко В. Воздушные тропы. — М.: ДОСААФ, 1985. — 199 с.
- Емельяненко В. Воздушный мост — спасение во тьме. — М.: Советская Россия, 1998. — 352 с.
- Emelianenko V. B. Red Star Against the Swastika: The Story of a Soviet Pilot Over the Eastern Front. — United Kingdom: Greenhill Books, 2005. — 240 с. — ISBN 9781853676499. Архивировано 8 декабря 2008 года.
- Емельяненко В. Ил-2 атакует. — М.: Яуза: Эксмо, 2007. — 400 с. — 4000 экз. — ISBN 5-699-19500-9. Архивировано 26 октября 2008 года.
- Герой Советского Союза полковник В. Емельяненко. «Охота» // журнал «Авиация и космонавтика», № 5, 1968. стр.74-77

## Память
- Рисунок нотного стана на фюзеляже истребителя героя Леонида Быкова в фильме «В бой идут одни «старики»» сделан по аналогии со штурмовиком Ил-2 Василия Емельяненко.